# Jürg H. Buchegger
Jürg Hermann Buchegger (* 1956 in St. Gallen) ist ein Schweizer evangelisch-reformierter Pfarrer und war von 2013 bis 2022 Prorektor und Dozent für praktische Theologie an der Staatsunabhängigen Theologischen Hochschule (STH) in Riehen bei Basel.

## Leben
Buchegger wuchs in St. Gallen auf. 1977–1981 studierte er Theologie an der Freien Evangelisch-theologischen Akademie (FETA) in Riehen bei Basel, die heute Staatsunabhängige Theologische Hochschule (STH) heißt. 1981–1983 studierte er evangelische Theologie an der Universität Basel. 1983–1984 absolvierte er ein Praktikum in der evangelisch-reformierten St. Matthäusgemeinde Basel. Danach hatte er verschiedene Pfarrämter inne, so 1984–1988 in Oberuzwil, 1988–2001 in Zell-Kollbrunn und 2001–2010 in Fischenthal. Seit 2010 ist er Pfarrer in Frauenfeld. 
1988–1996 leitete er die Schweizerische Evangelische Allianz. Er war zudem bis 2015 Vizepräsident des reformierten Landeskirchen-Forums in der Schweiz.
2012 wurde er an der Universität Freiburg i.Üe. zum Doktor der Theologie promoviert. Seine Doktorarbeit erschien im Institut für ökumenische Studien unter dem Titel: „Das Wort vom Kreuz in der christlich-muslimischen Begegnung. Leben und Werk von Johan Bouman.“ Buchegger würdigt darin den niederländischen evangelischen Theologen Bouman, der Professor für Islamwissenschaften in Beirut und ein Pionier im Dialog mit dem Islam war.
Seit 2013 ist Buchegger Prorektor und Dozent für Praktische Theologie an der Staatsunabhängigen Theologischen Hochschule STH in Basel.
Er ist verheiratet mit Sylvia Brütsch, sie haben drei erwachsene Kinder und wohnen in Frauenfeld.

## Werke
- Wo sind unsere Toten? In:  Philipp Nanz (Hrsg.): Der Erneuerung von Kirche und Theologie verpflichtet. Freundesgabe für Johannes Heinrich Schmid. ArteMedia, Riehen 2005, ISBN 3-905290-37-5, S. 144–154.
- Das Wort vom Kreuz in der christlich-muslimischen Begegnung. Leben und Werk von Johan Bouman. Reinhardt, Basel 2013, ISBN 978-3-7245-1926-3.
- mit Stefan Schweyer: Christozentrik. Festschrift zur Emeritierung von Armin Mauerhofer, Studien zu Theologie und Bibel 17, LIT, Wien 2016.